# Бабінський потік
Бабінський потік (словац. Babinský potok) — річка в Словаччині, права притока Крупиниці, протікає в окрузі Зволен.
Довжина приблизно 5.5-6.0 км. Витік знаходиться в масиві Штявницькі гори (геоморфологічна підодиниця Скалка — частина Штімогрунт) — на висоті близько 495—500 метрів. Впадає Сухий потік. Протікає територією села Бабіна.
Впадає в Крупиницю на висоті приблизно 360 метрів.